# آرتساخ (ترانه)

آرتساخ (ارمنی: «Արցախ»; انگلیسی: Artsakh) یک ترانه فولکلور است که توسط آرا گوورگیان آهنگساز معاصر اهل ارمنستان خلق شده‌است و یکی از ترانه‌های آلبوم «آنی» (۱۹۹۹) است.

## رقابت‌های ورزشی که ترانه در آن استفاده شده‌است
بخشی از ترانه "آرتساخ" در رقابت‌های ورزشی مورد استفاده قرار گرفته‌است، که عبارتند از:
| سال     | ورزشکار                          | کشور             | ورزش         | رویداد(ها)                                                | Ref               |
| ------- | -------------------------------- | ---------------- | ------------ | --------------------------------------------------------- | ----------------- |
| ۲۰۰۱–۰۲ | آلکساندر ابت                     | روسیه            | اسکیت نمایشی | All season long, including در بازی‌های المپیک زمستانی ۲۰۰۲ | [ ۲ ]             |
| ۲۰۰۵–۰۶ | الن گدوانیشویلی                  | گرجستان          | اسکیت نمایشی | All season long, including در بازی‌های المپیک زمستانی ۲۰۰۶ | [ ۳ ]             |
| ۲۰۰۷    | دیناره گیماتووا                  | جمهوری آذربایجان | ژیمناستیک    |                                                           | [ ۴ ] [ ۵ ] [ ۶ ] |
| ۲۰۰۷–۰۸ | وازگن آزروجان آناستازیا گربنکینا | ارمنستان         | اسکیت نمایشی | Original dance                                            | [ ۷ ]             |
| ۲۰۰۸    | آلیا یوسوپوا                     | قزاقستان         | ژیمناستیک    |                                                           | [ ۸ ]             |
| ۲۰۰۹    | هولون ایسرائل                    | اسرائیل          | اسکیت نمایشی |                                                           | [ ۹ ]             |
| ۲۰۰۹    | ویک دارچینیان                    | استرالیا         | بوکس         | ترانه ورودی                                               | [ ۱۰ ]            |
| ۲۰۱۰    | دو بائوبائو                      | چین              | ژیمناستیک    | رقابت بین‌المللی ژیمناستیک ریتمیک ۲۰۱۰ کوربی اسون          | [ ۱۱ ]            |
| ۲۰۱۰    | مارتا ک                          | لهستان           | ژیمناستیک    | رقابت بین‌المللی ژیمناستیک ریتمیک ۲۰۰۹ کوربی اسون          | [ ۱۲ ]            |
| ۲۰۱۰    | جورجو پتروسیان                   | ایتالیا          | کیک‌بوکسینگ   | ترانه ورودی                                               | [ ۱۳ ]            |
| ۲۰۱۳    | ویکتوریا مورس                    | کانادا           | ژیمناستیک    | جام آمریکایی 2013 AT&T                                    | [ ۱۴ ]            |
| ۲۰۱۳    | گغارد موساسی                     | هلند             | کیک‌بوکسینگ   | ترانه ورودی                                               | [ ۱۵ ]            |
| ۲۰۱۴    | سیوزانا کنتیکیان                 | آلمان            | بوکس         | ترانه ورودی                                               | [ ۱۶ ]            |
| ۲۰۱۶    | سدا توتخالیان                    | روسیه            | ژیمناستیک    | All season long, شامل در بازی‌های المپیک تابستانی ۲۰۱۶     | [ ۱۷ ] [ ۱۸ ]     |

سایر
- بازی‌های پان‌ارمنی
- در یک روسیهn TV show called "Ice Age" broadcast by the Channel One در 2007 Russian خواننده Aleksandra Savaleva و یکی روسیهn-born اسرائیلi ice dancer Sergei Sakhnovski performed اسکیت نمایشی with this song.[۱۹]

## ترانه آرتساخ
- «Ara Gevorgyan Artsakh».